# Susan Kelly-Dreiss
Susan Kelly-Dreiss (Pensilvania, 1942) es una activista estadounidense por los derechos de las mujeres y la lucha contra la violencia doméstica. Fue cofundadora y primera directora ejecutiva de la Pennsylvania Coalition Against Domestic Violence —PCADV— (en español: Coalición de Pensilvania Contra la Violencia Doméstica), la primera organización de su tipo en los Estados Unidos. Ayudó a aprobar la Ley de Protección Contra el Abuso de Pensilvania, la primera ley sobre violencia doméstica en este estado y la primera ley de restricción de todo el país.

## Biografía
Susan Kelly-Dreiss nació en Pensilvania en 1942, en el seno de una familia donde el maltrato a la mujer era habitual. Inspirada por el sufrimiento de su madre, comenzó su lucha contra la violencia doméstica abriendo Women in Crisis en 1975, un refugio para mujeres maltratadas ubicado en  Harrisburg, Pensilvania. Junto a otras mujeres interesadas en la materia, cofundó y fue directora ejecutiva de la primera organización contra la violencia doméstica en los Estados Unidos, la Pennsylvania Coalition Against Domestic Violence —PCADV— (en español: Coalición de Pensilvania Contra la Violencia Doméstica) en 1976. Como directora de la PCADV coordinó el crecimiento del proyecto a través de todo el estado.
En conjunto con otros defensores de los derechos de las mujeres, hizo campaña para conseguir la aprobación de la primera ley de restricción del país y la primera sobre violencia doméstica en el estado, la Ley de Protección contra el Abuso de Pensilvania, aprobada en 1976. Desde la coalición no solo impulsó la legislación estatal, también lo hizo a nivel federal, influyó en la creación de una serie de leyes para proteger a la mujer maltratada, como la Ley Federal de Prevención y Servicios contra la Violencia y la Ley de la Violencia contra la Mujer. Además, la labor de Kelly-Dreiss fue instrumental en la obtención de fondos federales para establecer el Centro Nacional de Recursos sobre Violencia Doméstica al interior del PCADV en 1993, un centro que brinda orientación y apoyo.
Fue una de las fundadoras de la National Network to End Domestic Violence (en español: Red Nacional para Eliminar la Violencia Doméstica), ha participado en comités gubernamentales sobre violencia familiar y formó parte de la Comisión de Crimen y Delincuencia de Pensilvania. Hasta su retiro en 2008, Kelly-Dreiss trabajó durante más de treinta años para establecer protección legal y brindar apoyo a millones de mujeres maltratadas y sus hijos, así como a hacer conciencia pública de la violencia doméstica. Recibió el Premio Nacional de Servicio a las Víctimas del Crimen y fue incluida en el National Women's Hall of Fame en 2009.